# Алеш Лапанье
Алеш Лапанье (словен. Aleš Lapanje) европейский ученый, родом из Словении. В настоящее время является профессором и руководителем группы в отделении наук об окружающей среде им. Йожефа Стефана в Словении.

## Биография
Алеш Лапанье родился 13 октября 1976 года в Любляне в семье полковника. Со школьных лет он был заинтересован во взаимодействиях, протекающих между организмами, в результате чего стал посещать среднюю школу с большим наборов биологических предметов. После, он закончил направление сестринского дела, получив знания в области здравоохранения. Долгое время он практиковал боевые искусства Дальнего Востока, где он получил чёрный пояс 2-го ДАНА. В 1994 году он поступил в Университет Любляны и после успешного завершения был переведен в статус выпускника. Получив докторскую степень в 2005 году, он продолжает свою деятельность во многих междисциплинарных областях науки. Женат, отец троих детей.
Под его руководством или лично им были получены следующие награды:
Разработанное живое антикоррозионное покрытие как одно из наиболее значимых достижений в Словении 2020 года (ARRS Excellent in Science 2020).
Награда подопечного молодого учёного на FEMS poster award 2017 г..
Награда L’Oreal за лучшую женскую исследовательскую работу его Ph.D. студента, 2014 г.
Премия за инновации (Словения) 2009 г..
World Scientists federation Архивная копия от 18 марта 2020 на Wayback Machine награда за исследование прикрепленных бактерий на кишечном эпителии 2004 г..
Federation of European Microbiologists награда за исследование определения генетических путей метилирования ртути в сульфатредуцирующих бактериях 2002 г..
Лучшая исследовательская студенческая работа Словении 2000 г..

## Научный интерес
Основным направлением исследований является понимание основных концепций пространственной организации и взаимодействия различных микроорганизмов в сложных многоклеточных популяциях и сообществах. Его основной интерес заключается в разработке методологических подходов для создания определённых структур микроорганизмов (например, искусственных биопленок, методов захвата отдельных клеток, искусственных агрегатов, синтетических хлопьев и т. д.). Целью его исследований является понимание функционирования, размещения и самоорганизации прикрепленных микробов к различным неорганическим и органическим поверхностям. Его цель состоит в том, чтобы соединить метаболические пути между различными микроорганизмами в очень маленьком микро-пространстве.

## Научная деятельность
Алеш Лапанье получил степень доктора в Университете Любляны по теме кишечного микробиома животных. После получения докторской степени он получил постдока в университете Любляны, где он работал в течение 2 лет. В течение следующего года проработал постдоком в Швейцарии в университете ETH Zurich в 2007 году. Наряду с этим он создал свой первый научно-исследовательский институт физической биологии, который просуществовал 6 лет. В 2014 году он создал и возглавил частную компанию Институт Метагеномики и Микробных Технологий. В период с 2015 по 2017 год он создал и возглавил группу специалистов, работающих по теме «Антимикробная наномедицина и нанобиотехнология Архивная копия от 2 марта 2020 на Wayback Machine» в Саратовском государственном университете, Российская Федерация, по приглашению профессора доктора Глеба Сухорукова из Университета королевы Марии, Лондон, при поддержке российского мегагранта.
С 2016 года он является руководителем лаборатории биоаналитики Архивная копия от 23 сентября 2018 на Wayback Machine на факультете наук об окружающей среде и руководителем группы по коллоидной биологии Архивная копия от 23 сентября 2018 на Wayback Machine в ведущем институте Словении им. Йожефа Стефана, а также преподавателем кафедры коллоидной биологии и биосенсоров в Международной школе докторантов Архивная копия от 2 марта 2020 на Wayback Machine. С 2017 года он был избран профессором и старшим научным сотрудником в Институте им. Йозефа Стефана Архивная копия от 27 апреля 2020 на Wayback Machine. С 2018 по 2019 год он был приглашенным профессором Томского политехнического университета. Также он является приглашенным профессором в Университете Ново Место Архивная копия от 2 марта 2020 на Wayback Machine. Американское сообществе микробиологов отметило важность, что разработанный метод создания функциональных биоплёнок замедляет коррозию. Являлся председателем таких крупнейших конференций как The European Colloid and Interface Society Архивная копия от 21 февраля 2020 на Wayback Machine и Microbial functions in aquatic ecosystems, приглашенным лектором EuroBiofilm, Nanoparticles, nanostructured coatings and microcontainers: technology, properties, applications (также международный член данной комиссии).

## Участие в научных сообществах
A) SMD — Slovenian Microbiological Society Архивная копия от 2 марта 2020 на Wayback Machine
B) FEMS — Federation of European Microbiological Societies Архивная копия от 20 марта 2020 на Wayback Machine (через SMD)
C) ASM — American Society for Microbiology Архивная копия от 2 марта 2020 на Wayback Machine
D) SETAC — Society of Environmental Toxicology and Chemistry Архивная копия от 13 апреля 2020 на Wayback Machine
E) AAAS — American Association for the Advancement of Science Архивная копия от 23 октября 1996 на Wayback Machine